# Rijksbeschermd gezicht Werkhoven
Gezicht Werkhoven is een van rijkswege beschermd dorpsgezicht in Werkhoven in de Nederlandse provincie Utrecht. De procedure voor aanwijzing werd gestart op 6 februari 1964. Het gebied werd op 4 augustus 1966 definitief aangewezen. Het beschermd gezicht beslaat een oppervlakte van 1,7 hectare.
Panden die binnen een beschermd gezicht vallen krijgen niet automatisch de status van beschermd monument. Wel zal de gemeente het bestemmingsplan aanpassen om nieuwe ontwikkelingen in het gebied te reguleren. De gezichtsbescherming richt zich op de stedenbouwkundige en cultuurhistorische waardering van een gebied en wil het toekomstig functioneren daarvan veiligstellen.